# Rohrbach-Berg
Rohrbach-Berg è un comune austriaco di 5 161 abitanti nel distretto di Rohrbach, in Alta Austria, del quale è capoluogo; ha lo status di città capoluogo di distretto (Bezirkshauptstadt). È stato creato il 1º maggio 2015 dalla fusione dei precedenti comuni di Rohrbach in Oberösterreich e Berg bei Rohrbach; capoluogo comunale è Rohrbach in Oberösterreich.